# Francesco Tamagno
Francesco Innocenzo Tamagno (Torino, 28 dicembre 1850 – Varese, 31 agosto 1905) è stato un tenore lirico italiano.

## Biografia
Di umili origini, Francesco Tamagno nacque nel quartiere torinese di Borgo Dora, in una numerosissima famiglia composta da quindici tra fratelli e sorelle, dieci dei quali morti in giovanissima età, chi per colera e chi per tubercolosi. Suo padre, Carlo, era l'oste di una modesta trattoria di Porta Palazzo (la Trattoria dei Pesci Vivi), mentre sua madre Margherita Protto morì quando Francesco era ancora fanciullo. Lavorò fin da piccolo nella trattoria di famiglia, come cameriere.
Suo padre aveva la passione per il bel canto, che però non coltivò, ma che trasmise ai suoi figli. Francesco, che il padre giudicò dotato per la musica, prese alcune lezioni da un maestro di Torino e faceva settimanalmente i suoi esercizi corali coi suoi compagni, sotto le arcate del Ponte Mosca della Dora, in un luogo sufficientemente lontano dalle abitazioni. Richiamato sotto le armi, nel 1869, mentre si trovava per un’esercitazione sul monte Chiusarella presso Varese, prese a cantare per intrattenere i commilitoni: fu quindi redarguito da un ufficiale, che tuttavia gli diede atto delle sue doti canore e lo incoraggiò a coltivarle.

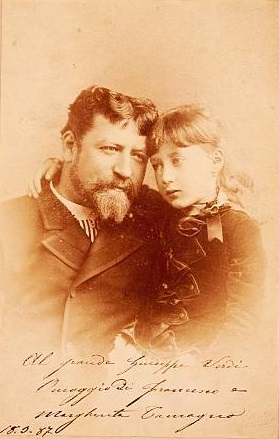
Tamagno con la figlia Margherita

L'occasione della vita gli capitò allorché il Teatro Regio di Torino ebbe urgente bisogno di un tenore, per l'opera Poliuto, poiché uno dei comprimari si era improvvisamente ammalato. Il maestro che gli insegnava canto ne era informato e pensò a lui, segnalandone il nome. Dopo aver quindi esordito nel 1871 a Torino, come comprimario nel Poliuto (nella parte di Nearco), Francesco Tamagno conquistò il suo primo rimarchevole successo a Palermo, nel 1875, in Un ballo in maschera.
Francesco Tamagno venne quindi scritturato alla Fenice di Venezia, nel 1874, nel ruolo di "Pery" in Il Guarany e al San Carlo di Napoli. Debuttò nel 1878 alla Scala di Milano, ne L'Africana, cantò poi al Metropolitan di New York, nel 1894, come "Arnold" nel Guglielmo Tell.
Il 2 settembre 1879 nacque la sua unica e amatissima figlia Margherita (1879-1942) da una relazione clandestina con una nobildonna che era già sposata. Tamagno, che non rivelò mai il nome di questa donna, non solamente non allontanò da sé quella bambina, così "scomoda" per la sua carriera, ma preferì anzi fare da "ragazzo padre", portandola ovunque con sé e accudendola con amore. Si trattò di una situazione famigliare sicuramente molto insolita per quell'epoca. Alla figlia il tenore volle peraltro intitolare "villa Il Pero", la lussuosa dimora che acquistò a Varese negli anni 1880, che divenne così "villa Margherita". Insieme a "villa Jolanda" (comprata nel 1897 a Ospedaletti, presso il mare), la casa varesina divenne il suo buen retiro, nel quale riceveva gli amici più intimi (esibendosi per loro) e ove eseguì anche parte delle sue registrazioni fonografiche. Il legame di Tamagno con Varese fu assai solido: ogni anno, in occasione della festa di sant'Elisabetta, egli era solito aprire al pubblico la dimora e offrire un ricco banchetto ai visitatori. Il tenore dispose anche varie donazioni a enti caritatevoli della città, su tutti il nosocomio civico (il futuro ospedale di Circolo e Fondazione Macchi) che successivamente troverà la sua sede nel parco della villa.
Fu il protagonista alla prima assoluta dell'Otello di Giuseppe Verdi, il 5 febbraio 1887, ruolo che divenne in seguito il suo cavallo di battaglia.
Francesco Tamagno è stato inoltre il primo "Gabriele Adorno", nella seconda versione del Simon Boccanegra di Verdi (Teatro della Scala, 24 marzo 1881). Per primo ha ricoperto il ruolo di "Azaele" nel Figliuol prodigo e quello di "Didier" in Marion Delorme: due opere composte da Amilcare Ponchielli.
Ebbe in repertorio anche titoli della prima metà dell'Ottocento, tra cui Gli ugonotti e Il profeta di Meyerbeer e il Guglielmo Tell di Rossini. Tamagno viaggiò molto e si esibì anche oltreoceano, a Città del Messico, a Montevideo, a Chicago, a Buenos Aires e al Metropolitan Opera di New York (1894), dove riscosse un enorme successo.
L'ultima esibizione pubblica dell'artista avvenne il 27 marzo 1905 al Circolo degli Artisti di Torino. In seguito, dopo un micidiale attacco di angina pectoris, la sua salute declinò paurosamente, tanto da costringerlo a sospendere la sua attività a tempo indeterminato.
La sera del 30 agosto, mentre stava rendendo visita a un amico a Varese, Tamagno venne colto da un'emorragia cerebrale che lo fece sprofondare in stato comatoso: il tenore venne quindi trasportato nella sua dimora cittadina, ove i medici cercarono di salvargli la vita. Nella notte però sopraggiunse un secondo attacco, che non lasciò ulteriori margini di recupero: il tenore si spense alle ore 7:30 dell'indomani.

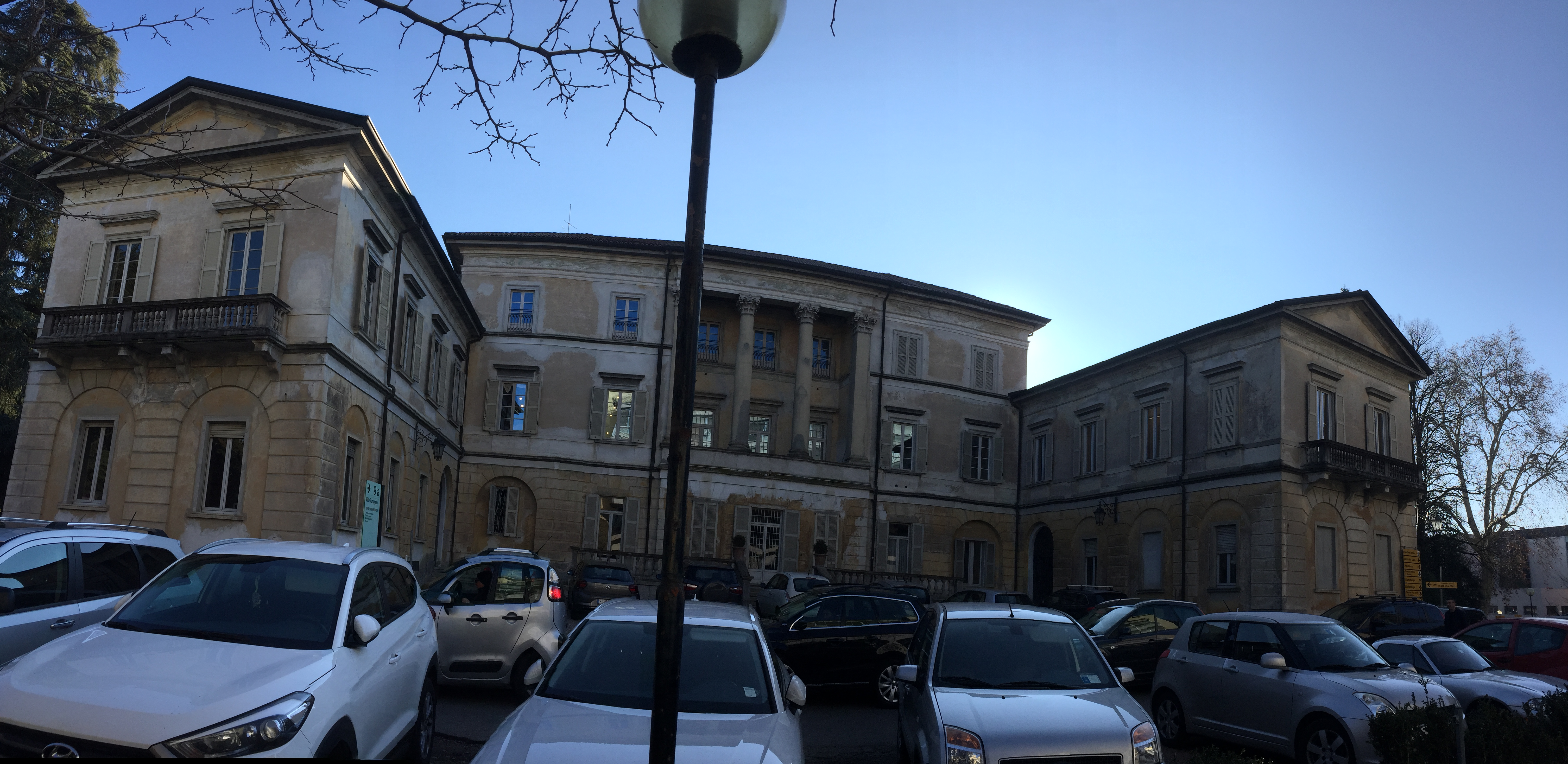
Villa Margherita a Varese, ove il tenore morì.

Per sua espressa volontà la sua salma venne imbalsamata; dopo un primo rito funebre a Giubiano, il feretro fu traslato a Torino, sua città natale, per i funerali solenni, celebrati il 5 settembre. Il famoso librettista Arrigo Boito, amico di Tamagno, fu tra coloro che portarono a spalle la bara per la tumulazione.
È sepolto in un poderoso mausoleo bianco alto trentasette metri, eretto per volontà della figlia Margherita. Il mausoleo si trova all'interno del Cimitero monumentale di Torino, nella parte antica (quinta ampliazione). Tale sontuoso sepolcro è stato acquistato dal Comune di Torino nel 1990, ed è stato quindi restaurato nel 1999
La figlia (che nel 1898 aveva sposato l'avvocato e imprenditore tessile Alfredo Talamona - il matrimonio fallirà tuttavia nel 1922 a seguito della bancarotta dell'impresa di lui) si occupò anche di amministrare l'eredità del padre: la casa varesina, ribattezzata "villa Tamagno" dopo la sua morte, fu ceduta all'ospedale civico, che ne fece la propria sede amministrativa. La città di Varese ebbe in dono anche la ricchissima collezione di lepidotteri (oltre 4500, catturati perlopiù in Sud America) del tenore, che fu catalogata nel 1953 dallo studioso torinese Mario Simondetti e successivamente esposta nel museo di villa Mirabello.

### Giudizio critico

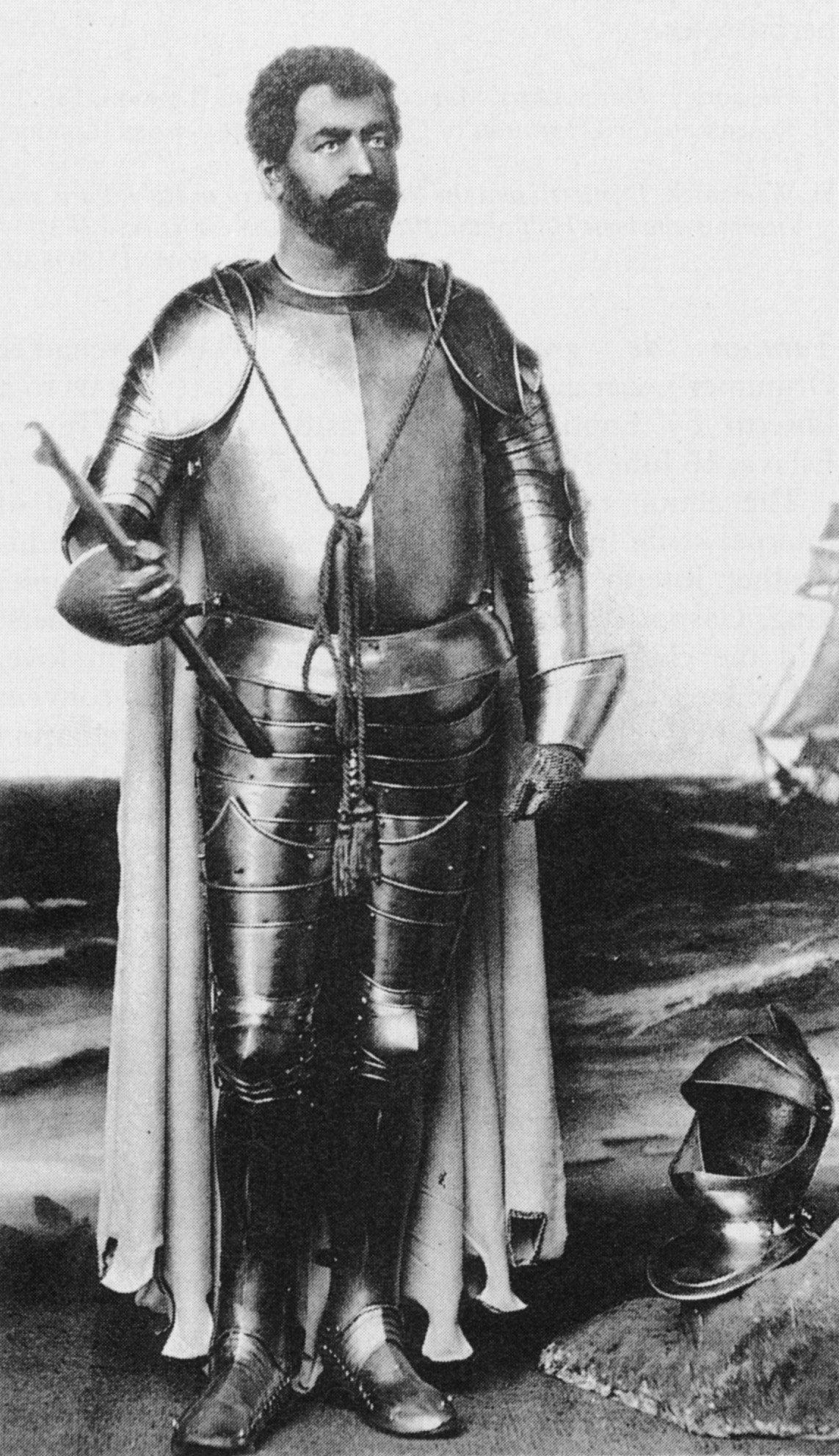
Tamagno nei panni di "Otello", 1887

Secondo la critica la sua voce, prodigiosa per potenza, per squillo e per estensione, e il suo vocalizzo vigoroso e definito fecero di lui il più grande tenore verdiano e uno dei massimi artisti lirici della fine del XIX secolo.
La sua tecnica era legata a quella di tradizione italiana, che attribuiva ancora grande importanza all'intelligibilità testuale. Le vocali erano ben differenziate, permettendo una chiara comprensione dei significati del libretto, potenziandone così l'interpretazione drammatica. Ascoltando le registrazioni storiche della limpida voce di Tamagno, appare evidente che l'affidamento del ruolo di Otello a una cosiddetta "voce scura" di tenore drammatico, confinante con quella del baritono, risulta più un vezzo novecentesco, che una reale scelta artistica voluta da Verdi.
Nonostante la grande fama e il benessere economico raggiunto, Tamagno, memore delle sue modeste origini, mantenne un tenore di vita particolarmente frugale e parsimonioso. Alcuni suoi contemporanei lo accusarono apertamente di avarizia: infatti, per esempio, il grande tenore durante i suoi frequenti viaggi soggiornava solo in hotel di livello medio-basso, viaggiando in treno sempre in seconda classe, inoltre lavava da sé tutti i suoi vestiti e si portava da casa le candele, per evitare di pagarle a un prezzo più alto.

### Riconoscimenti
- Il tenore ha dato il suo nome alla Società Culturale Artisti Lirici Torinese Francesco Tamagno di Torino, impresa lirica presieduta dal soprano Angelica Frassetto e all'associazione Amici della lirica "Francesco Tamagno" di Varese.
- Il Teatro Regio di Torino custodisce costumi e oggetti di scena del grande tenore: si possono ammirare, ad esempio, alcuni preziosi monili, usati in scena da Tamagno, esposti nella hall del Piccolo Regio "G. Puccini".
- Il Comune di Torino ha intitolato a Francesco Tamagno una via nel quartiere Barriera di Milano.
- Il Comune di Roma ha intitolato a Francesco Tamagno una via nel quartiere Primavalle.

### Ruoli creati per Francesco Tamagno
- "Fabiano Fabiani", in Maria Tudor di Gomes (27 marzo 1879, Milano)
- "Azaele", ne Il figliuol prodigo di Ponchielli (26 dicembre 1880, Milano)
- "Didier", in Marion Delorme di Ponchielli (17 marzo 1885, Milano)
- "Otello", nell'omonima opera di Verdi (5 febbraio 1887, Milano)
- "Giuliano de' Medici", ne I Medici di Leoncavallo (9 novembre 1893, Milano)

## Repertorio
| Ruolo                 | Titolo                   | Autore      |
| --------------------- | ------------------------ | ----------- |
| Tebaldo               | I Capuleti e i Montecchi | Bellini     |
| Faust                 | La dannazione di Faust   | Berlioz     |
| Faust                 | Mefistofele              | Boito       |
| Gennaro               | Lucrezia Borgia          | Donizetti   |
| Edgardo di Ravenswood | Lucia di Lammermoor      | Donizetti   |
| Nearco Poliuto        | Poliuto                  | Donizetti   |
| Lionello              | Martha                   | Flotow      |
| Andrea Chénier        | Andrea Chénier           | Giordano    |
| Pery                  | Il Guarany               | Gomes       |
| Paolo                 | Fosca                    | Gomes       |
| Fabiano Fabiani       | Maria Tudor              | Gomes       |
| Eléazar               | L'ebrea                  | Halévy      |
| Giuliano de' Medici   | I Medici                 | Leoncavallo |
| Turiddu               | Cavalleria rusticana     | Mascagni    |
| Alim                  | Il re di Lahore          | Massenet    |
| Giovanni il Battista  | Hérodiade                | Massenet    |
| Roberto               | Roberto il diavolo       | Meyerbeer   |
| Raoul de Nangis       | Gli ugonotti             | Meyerbeer   |
| Jean de Leyden        | Il profeta               | Meyerbeer   |
| Vasco da Gama         | L'africana               | Meyerbeer   |
| Faone                 | Saffo                    | Pacini      |
| Azaele                | Il figliuol prodigo      | Ponchielli  |
| Didier                | Marion Delorme           | Ponchielli  |
| Edgar                 | Edgar                    | Puccini     |
| Arnoldo Melchtal      | Guglielmo Tell           | Rossini     |
| Sansone               | Sansone e Dalila         | Saint-Saëns |
| Ernani                | Ernani                   | Verdi       |
| Manrico               | Il trovatore             | Verdi       |
| Alfredo Germont       | La traviata              | Verdi       |
| Gabriele Adorno       | Simon Boccanegra         | Verdi       |
| Riccardo              | Un ballo in maschera     | Verdi       |
| Don Alvaro            | La forza del destino     | Verdi       |
| Don Carlo             | Don Carlo                | Verdi       |
| Radamès               | Aida                     | Verdi       |
| Otello                | Otello                   | Verdi       |
| Max                   | Il franco cacciatore     | Weber       |

## Registrazioni sonore
- Francesco Tamagno, Giuseppe Verdi, "Trovatore": "Di quella pira", London, Gramophone Concert Record, 1900, SBN DDS1497213. 1 Disco sonoro: 78 rpm, Acustica, Mono; 10 in. (25 cm).
- Francesco Tamagno, Giuseppe Verdi, "Otello": "Esultate", Milano, Gramophone Monarch Record, 1905, SBN DDS1497152. 1 Disco sonoro: 78 rpm, Acustica, Mono; 12 in. (30 cm).
- Francesco Tamagno, "Andrea Chenier": "Un dì all'azzurro spazio". U. Giordano. "Il Trovatore": "Di quella pira", s. l., Grammofono, 1900-1950, SBN DDS0207682. 1 Disco sonoro: 78 rpm, Mono; 10 in. (25 cm).
- Francesco Tamagno, Rossini, s. l., EMI-La voce del padrone, 1966, SBN LIG0067040. 1 disco sonoro: 33 1/3 rpm, [mono?]; 30 cm.
- Voci illustri. Francesco Tamagno, s. l., La Voce del Padrone, s. d, SBN DDS1217571. 1 Disco sonoro: 33 1/3 rpm, Elettrica/analogica, Mono; 12 in. (30 cm), Ristampe di antiche registrazioni degli anni 1903-1904.
- The complete recordings of Francesco Tamagno, [arie di] Verdi, Giordano, Meyerbeer, Massenet, Saint-Saens, Rossini, Wadhurst (E. Sussex), Opal, 1990, SBN REA0264951. 1 compact disc (54 min 7 s): AAD, mono; 12 cm. Multilingue.
- L'integrale delle registrazioni (1903-1904): arie di Meyerbeer, Rossini, Verdi, Saint Saens, Massenet, Giordano / Francesco Tamagno, Milano, Nuova Fonit Cetra, 1997, SBN DDS0175827. 1 Compact Disc (53 min., 25 sec.): 1.4 m./sec (compact disc), Digitale, Stereofonico; 4 3/4 in. (12 cm.) + Biografia dell'esecutore e storia del gruppo.
- Recording pioneers: 1898-1924 / Francesco Tamagno, Nellie Melba, Enrico Caruso  [et al.], Hamburg, Deutsche Grammophon, 1998, SBN DDS0194686. 1 Compact Disc (72 min., 17 sec.): 1.4 m./sec (compact disc), Digitale, Mono; 4 3/4 in. (12 cm).
- (EN) Francesco Tamagno, Heddle Nash, Hamburg, History, 2000, SBN PAV0065772. 2 compact disc (42 min., 55 sec.; 60 min., 00 sec.); 12 cm + 1 fascicolo.
- Giuseppe Verdin, Otello & Jago; Incisioni storiche dal 1902 al 1951/ Giuseppe Verdi; Francesco Tamagno; Bernardo De Muro; John O'Sullivan [et al.], Parma, Istituzione Casa della Musica-Sara Ferrari Edizioni Musicali, 2010, SBN PAR1198638. 2 compact disc (77 min 48 s; 79 min 15 s); 12 cm.